# Варберг (комуна)
Комуна Варберг (швед. Varbergs kommun) — адміністративно-територіальна одиниця місцевого самоврядування, що розташована в лені Галланд на західному узбережжі Швеції.
Адміністративний центр комуни — місто Варберг.
Варберг 127-а за величиною території комуна Швеції.

## Населення
Населення становить 59 039 чоловік (станом на вересень 2012 року).
| Кількість населення комуни Варберг за 1970-2010 роки | Кількість населення комуни Варберг за 1970-2010 роки | Кількість населення комуни Варберг за 1970-2010 роки | Кількість населення комуни Варберг за 1970-2010 роки | Кількість населення комуни Варберг за 1970-2010 роки |
| ---------------------------------------------------- | ---------------------------------------------------- | ---------------------------------------------------- | ---------------------------------------------------- | ---------------------------------------------------- |
| Рік                                                  |                                                      |                                                      | Населення                                            |                                                      |
| 1970                                                 | 1970                                                 |                                                      | 38 955                                               | 38 955                                               |
| 1975                                                 | 1975                                                 |                                                      | 43 051                                               | 43 051                                               |
| 1980                                                 | 1980                                                 |                                                      | 44 164                                               | 44 164                                               |
| 1985                                                 | 1985                                                 |                                                      | 46 253                                               | 46 253                                               |
| 1990                                                 | 1990                                                 |                                                      | 49 018                                               | 49 018                                               |
| 1995                                                 | 1995                                                 |                                                      | 51 902                                               | 51 902                                               |
| 2000                                                 | 2000                                                 |                                                      | 52 648                                               | 52 648                                               |
| 2005                                                 | 2005                                                 |                                                      | 54 817                                               | 54 817                                               |
| 2010                                                 | 2010                                                 |                                                      | 58 084                                               | 58 084                                               |
| Джерело: SCB                                         |                                                      |                                                      |                                                      |                                                      |

## Населені пункти
Комуні підпорядковано 16 міських поселень (tätort) та 43 сільських (småort), більші з яких:
- Варберг (Швеція) (Varberg)
- Треслевслеге (Träslövsläge)
- Твоокер (Tvååker)
- Веддінге (Veddige)
- Буа (Bua)
- Треннінге (Trönninge)
- Седра-Нес (Södra Näs)
- Веребака (Väröbacka)
- Скаллінге (Skällinge)

## Міста-побратими
Комуна підтримує побратимські контакти з такими муніципалітетами:
- Комуна Саннефіорд, Норвегія
- Уусікаупункі, Фінляндія
- Хадерслев, Данія
- Карлові Вари, Чехія
- Тартумаа, Естонія

## Галерея

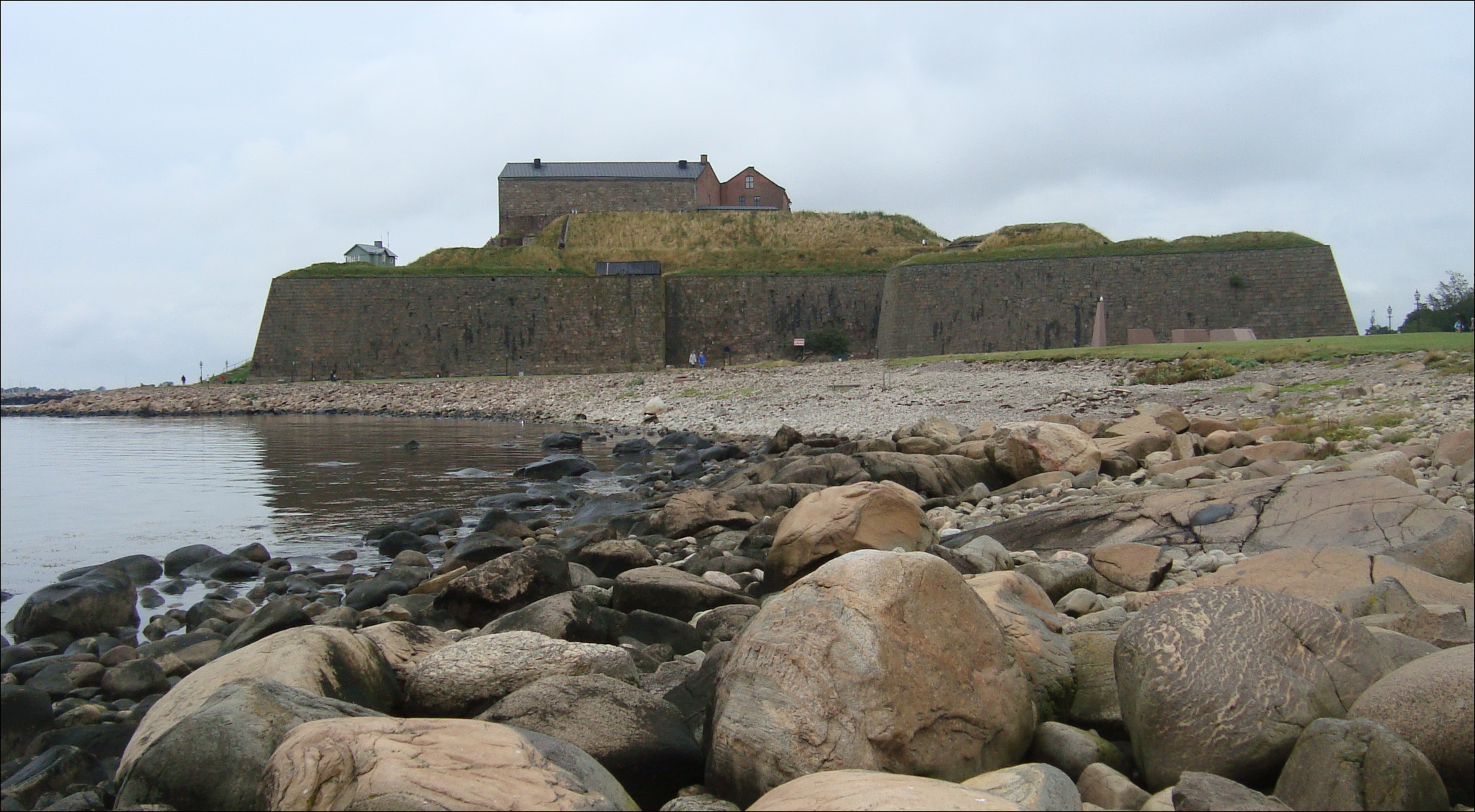
Фортеця (Варберг)
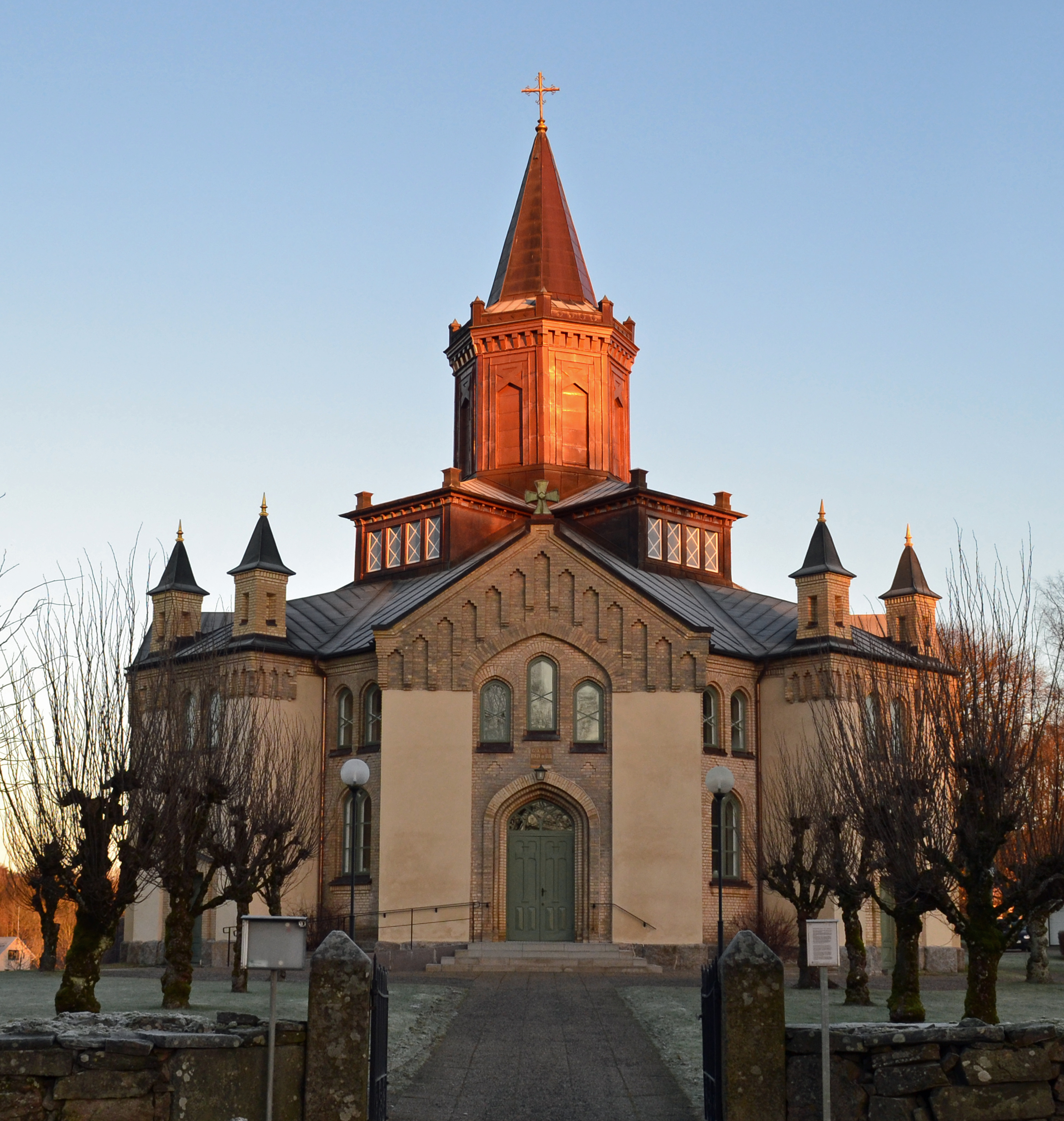
Церква (Кунгсетер)
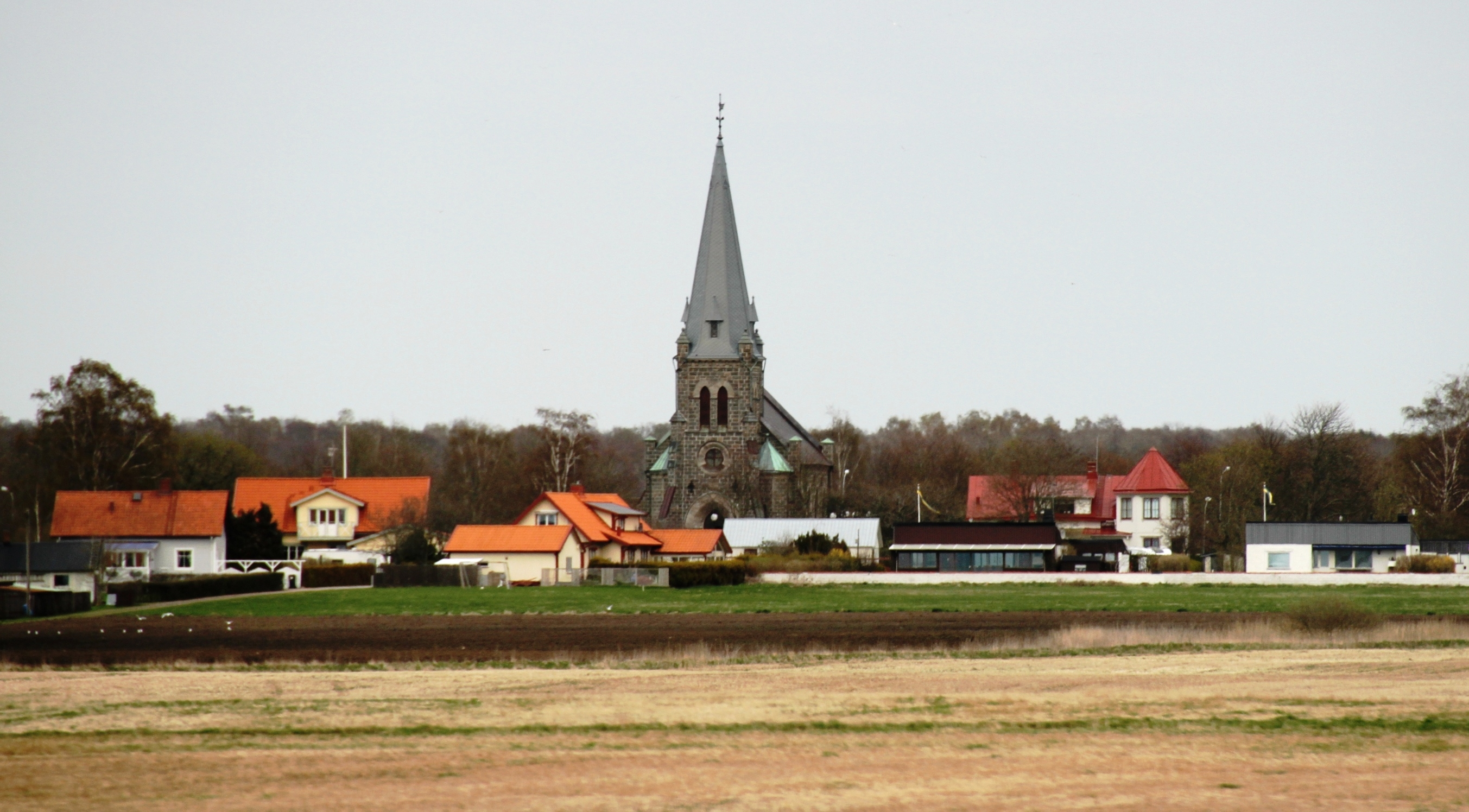
Містечко Треннінге
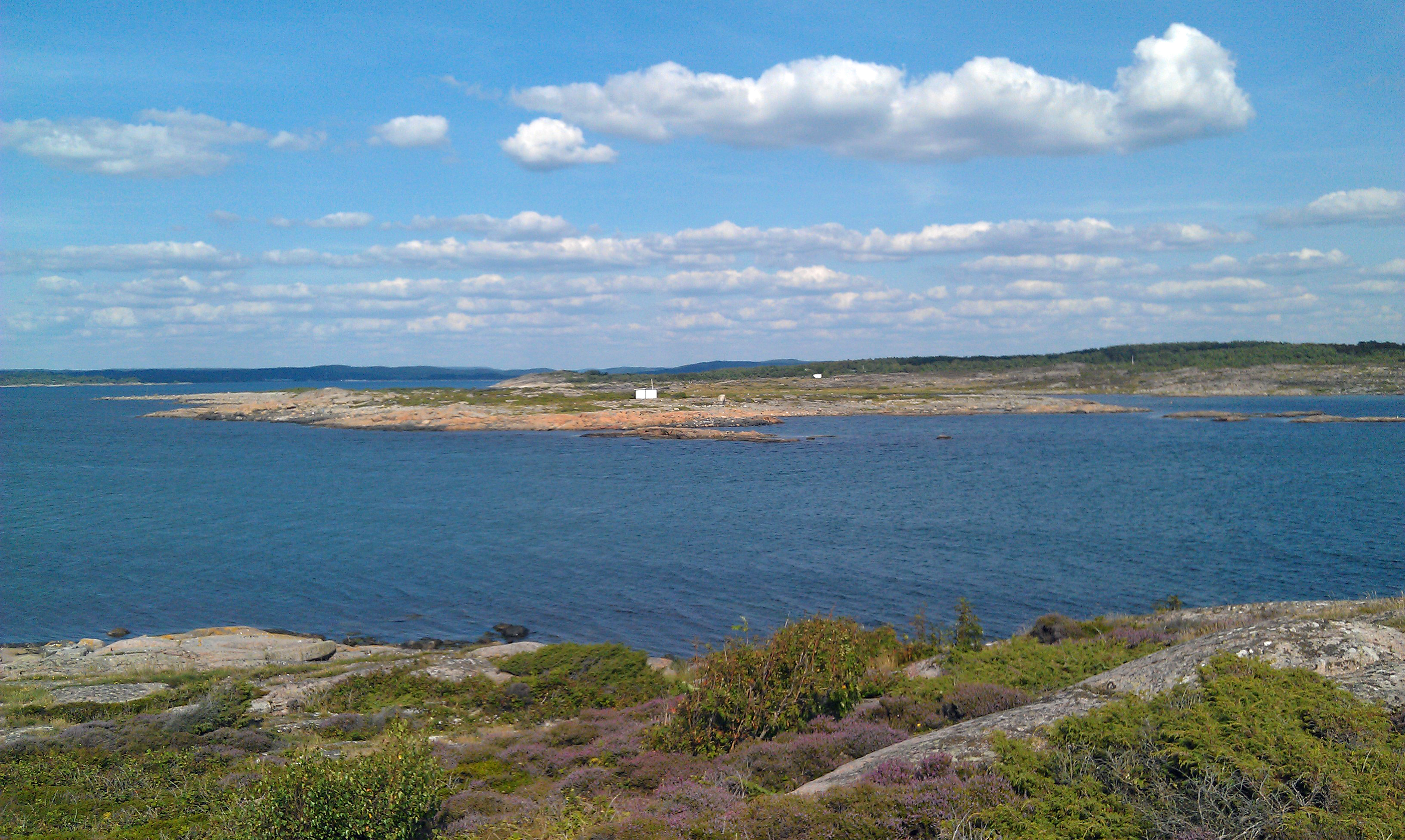
Природний заказник Орнесудден

## Виноски
1. ↑  Folkmangd i riket, lan och kommuner (шв.) . Центральне бюро статистики Швеції. Архів оригіналу за 20 серпня 2013. Процитовано 27 січня 2013.